# Ampio
Ampio è una località del comune di Castiglione della Pescaia, in provincia di Grosseto.

## Geografia fisica
Il centro abitato si trova nella valle tra i massicci collinari di Poggio Ballone, tra le frazioni sopraelevate di Buriano e Tirli. La valle è chiamata proprio valle dell'Ampio, in quanto attraversata dall'omonimo torrente che sfocia poi nella Diaccia Botrona nei pressi di Ponti di Badia. La borgata è situata nella parte nord del territorio comunale, a circa 10 km da Castiglione della Pescaia e circa 20 km da Grosseto.

## Storia
La piccola frazione è sorta a partire dal Medioevo come agglomerato rurale nei pressi del torrente Ampio, che nasce sul fianco sud del monte di Tirli e sbocca nel padule di Castiglione formando la cosiddetta valle dell'Ampio. L'intera valle fu donata dall'imperatore Ludovico il Pio all'Abbazia di Sant'Antimo nel IX secolo, i quali monaci contribuirono allo sviluppo di queste terre. Il Repetti, nel suo Dizionario Geografico Fisico Storico della Toscana, identifica l'Ampio come una delle possibili località, insieme all'Isola Clodia e la Badiola, in cui poteva venirsi a trovare l'antica pieve di Padule, prima della sua distruzione.
Nella frazione sono stati rinvenuti i resti di una tomba etrusca a muro circolare di ciottoli, risalente al V secolo a.C., circondata da tre cumuli databili intorno al III secolo a.C., così come altri reperti etruschi (monete, tegole, ceramiche, bucchero e lastre di terracotta) rinvenuti in tutta la zona.

## Monumenti e luoghi d'interesse
- Mulino dell'Ampio, storico mulino demolito in tempi recenti per permettere la costruzione di moderni edifici.
- Cantina Le Mortelle, cantina di architettura contemporanea realizzata tra il 2007 e il 2010, nei pressi della fattoria delle Mortelle[3].

## Società

### Evoluzione demografica
Quella che segue è l'evoluzione demografica del centro abitato dell'Ampio.
| Anno | Abitanti |
| ---- | -------- |
| 1981 | 95       |
| 1991 | 79       |
| 2001 | 56       |
| 2011 | 110      |

## Cultura
All'Ampio sono state girate alcune scene del film Il taglio del bosco (1963) di Vittorio Cottafavi, adattamento dell'omonimo racconto di Carlo Cassola, ambientato principalmente a Tirli. In una scena è possibile riconoscere il Palazzo del Bivio, edificio risalente al 1951.